# 沃伯林
沃伯林是德国梅克伦堡-前波美拉尼亚州的一个市镇。总面积23.50平方公里，总人口915人，其中男性468人，女性447人（2011年12月31日），人口密度39人/平方公里。